# Тупак Шакур
Тупак Амару Шакур (енгл. Tupac Amaru Shakur; рођен као Лисејн Париш Крукс;  Њујорк, 16. јун 1971 — Лас Вегас, 13. септембар 1996), познат по свом сценском имену као 2Пак и Макавели, био је амерички репер и текстописац.
Сматра се једним од најутицајнијих и најуспешнијих репера свих времена, академици га сматрају једним од најутицајнијих музичких уметника 20. века, а такође и политички свесним активистичким гласом за Црну Америку. Шакур је међу најпродаванијим музичким уметницима, продавши више од 75 милиона плоча широм света. Његов лирски садржај је познат по томе што се бави друштвеном неправдом, насиљем и маргинализацијом Афроамериканаца.
Шакур је рођен у Њујорку од родитеља који су били политички активисти и чланови партије Црног пантера. Одгајан од своје мајке, Афени Шакур, преселио се у Балтимор 1984. и у област залива Сан Франциско 1988. Са издавањем свог деби албума 2Pacalypse Now 1991, постао је централна личност хип хопа Западне обале због свог свесног реповања. Шакур је постигао даљи критичарски и комерцијални успех са својим наредним албумима Strictly 4 My N.I.G.G.A.Z... (1993) и Me Against the World (1995). Његов албум са дијамантским сертификатом All Eyez on Me (1996), први албум двоструке дужине у историји хип-хопа, напустио је своје интроспективне текстове за нестални гангстерски реп. Поред музичке каријере, Шакур је такође постигао значајан успех као глумац, са својим главним улогама у филмовима Juice (1992), Poetic Justice (1993), Above the Rim (1994), Bullet (1996), Gridlock'd (1997), и Gang Related (1997). Схакурове најзапаженије песме укључују "California Love," "Changes," "Dear Mama," "Hail Mary," "Keep Ya Head Up," "Hit 'Em Up," "Ambitionz Az a Ridah," "All Eyez on Me," "Ghetto Gospel," "So Many Tears," "How Do U Want It," "2 of Amerikaz Most Wanted," and "I Get Around." 
Поред соло каријере, Тупаk је био део групе Thug Life и сарађивао је са уметницима као што су Snoop Dogg, Dr. Dre, и Outlawz.
Током каснијег дела каријере, Шакур је упуцан пет пута у предворју њујоршког студија за снимање и доживео је правне проблеме, укључујући и затвор. Одлежао је осам месеци у затвору под оптужбом за сексуално злостављање, али је пуштен до жалбе на његову осуђујућу пресуду 1995. Након пуштања на слободу, потписао је уговор са Марион Суџ Кнајтом и његовом издавачком кућом Death Row Records и увелико се укључио у растућу источно-западну обалско хип хоп ривалство. Дана 7. септембра 1996. неидентификовани нападач је четири пута упуцао Шакура у пуцњави из аутомобила у Лас Вегасу; Шакур је умро шест дана касније. Након његовог убиства, Шакуров пријатељ који му је касније постао ривал, The Notorious B.I.G. испрва је сматран осумњиченим због њихове јавне свађе. The Notorious B.I.G. је убијен у још једној пуцњави из вожње шест месеци касније, у марту 1997. године, док је био у посети Лос Анђелесу. Луис Фарахан је 22. септембра 1996. сазвао мировни самит у џамији Марјам као одговор на његово убиство. Околности Шакуровог убиства довеле су до бројних теорија завере у којима неки верују да је он лажирао сопствену смрт.
Шакуров постхумни албум са двоструком дужином Greatest Hits (1998) једно је од његова два издања — и једно од само девет хип хоп албума — које је добило дијамантски сертификат  у Сједињеним Државама. Од Шакурове смрти објављено је још пет албума, укључујући његов постхумни албум The Don Killuminati: The 7 Day Theory (1996) под његовим уметничким именом Макавели, који су сви добили платинасти сертификат у Сједињеним Државама. 2002. Шакур је примљен у Хип-Хоп Кућу славних. Године 2017. примљен је у Кућу славних рокенрола. Магазин Rolling Stone је Шакура уврстио међу 100 највећих уметника свих времена. Године 2023. добио је постхумну звезду на Холивудској стази славних. Према Ани Мартинез, продуценткињи холивудске Стазе славних: „Тупак Шакур је био репер, глумац, активиста, песник и револуционар. Овај легендарни уметник наставио је да буде део цајтгајиста деценијама након његове смрти и наставиће да буде важна културна личност у наредним годинама, Тупакова звезда ће сигурно бити додата на листу најпосећенијих звезда.

## Почеци
Шакур је рођен 16. јуна 1971. године у Афро-Америчкој породици у Харлему, Њујорку као син Билија Гарланда и Афени Шакур. При рођењу дато му је име Лисејн Париш Крукс (енгл. Lesane Parish Crooks), али његова мајка Афени му је следеће године променила име по Тупаку Амару II. Тупак није знао ко му је биолошки отац., а његов очух Мутулу Шакур је велики део свог живота провео у затвору. Када је Тупакова мајка Афени Шакур сазнала да је затруднела, налазила се у затвору под оптужницом за бомбашки напад. Одлучивши да се сама заступа пред судом, одбранила се од оптужнице и изашла из затвора месец дана пре порођаја
У дванаестој години Тупак се придружио глумачкој групи у харлемском театру и глумио „Тревиса“ у познатој представи „Суво грожђе на сунцу“ (енгл. A raisin in the Sun).
Године 1986. Тупакова мајка и њена сестра преселиле су се у Балтимор у Мериленду. Тада се и упознао са касније врло блиском пријатељицом и познатом глумицом, супругом Вила Смита - Џејдом Пинкет.
Са репом је почео под надимком Ем-Си Њујорк (енгл. MC New York). Прва песма је била инспирисана контролом оружја, с обзиром да је Тупаков друг убијен непосредно пре тога.
Две године касније, Афени је имала проблема у налажењу посла, а постала је и зависна од крека, па породица се преселила у Марин Сити у Калифорнији. Тупак је касније изјавио да је то био тренутак када је „скренуо са правог пута“.
Године 1988, његов очух је осуђен на 60 година затвора за оружану пљачку, после дугогодишњег скривања (Мутулу Шакур је годинама био на листи ФБИ-а као један од 10 најтраженијих криминалаца).
Тупак је почео да проводи све више времена на улици, да продаје дрогу, али је истовремено стекао пријатеље који су му помогли да се пробије у музици. Тупак је са својим друговима Рајем Лувом и Ди џеј Дизијем оформио реп групу Стриктли доуп. Песме које су снимили су објављене 2001. под називом „Тупак Шакур: Изгубљене песме“.
Године 1990. Тупак се придружио групи Диџитал андерграунд као репер и плесач.

## Успон ка слави
Године 1991. Шакур је објавио свој први соло албум 2Pacalypse Now. Овај албум се бавио насиљем против полиције и изазвао је много критике, до те мере да је потпредседник Сједињених Америчких Држава Ден Квејл изјавио да за тај албум „нема места у америчком друштву“.
Његов други албум, Strictly 4 My N.I.G.G.A.Z., му је донео и прва два мега-хита Keep Ya Head Up и I Get Around.
Као дете Шакур је сањао да глуми у Шекспировим комадима. Иако му то никада није пошло за руком, постигао је велики успех као филмски глумац. Први пут се појавио у споту Диџитал Андерграунда Same Song. Први филм у коме је глумио био је Juice, снимљен 1991, за који је добио одличне критике, укључујући и ону магазина Ролинг Стоун. Тупак је глумио у још пет филмова: Poetic Justice (са Џенет Џексон), Above the Rim, Gridlock`d (са Тимом Ротом), Bullet (са Микијем Рурком) и Gang Related (са Џејмсом Белушијем). Сценарио за филм Baby Boy је написан за Тупака, али је он убијен пре него што је снимање почело. Тај филм је снимљен 2001. године, пет година после Тупакове смрти.
Октобра 1991. у Оукланду у Калифорнији Тупака су зауставила два полицајца због тога што је наводно прешао улицу на погрешном месту. Тупак им је на то одговорио са „је**те се сви“, на шта су га они пребили и слупали му главу о тротоар. Шакур је поднео кривичну пријаву против полиције, захтевајући одштету од 10 милиона долара, али су се на суду нагодили да му полиција исплати 42 хиљаде долара.
Октобра 1993. Тупак је приметио да се два полицајца ван дужности иживљавају над црним мотористом на улици. Тупак се потукао са њима, и дошло је до пуцњаве. Тупак је потегао пиштољ и ранио обојицу (једног у ногу, другог у задњицу).
Како је касније установљено да су обојица полицајаца били под дејством алкохола, оптужница против Тупака је повучена.
Крајем 1993. Тупак је оформио групу Таг Лајф са неколико пријатеља, укључујући свог полубрата Моприма, Биг Сајка и Рејтед Ера. Група је издала свој први албум Thug Life: Volume 1 који је, иако је био бојкотован од доброг броја медија због великог броја песама које се баве насиљем и криминалом, продат у више од 500 хиљада примерака.
Група Таг Лајф се распала после Шакуровог изласка из затвора.
Децембра 1993. Шакур је оптужен да је силовао једну девојку у својој хотелској соби. По његовој страни приче, упознао је обожаватељку у дискотеци, а заједнички познаници су му је описали као „девојку која жели више од упознавања“. Девојка је са њим наводно имала орални секс на подијуму за плес, а затим су се вратили у Тупакову собу. Следеће ноћи, она га је посетила у његовој хотелској соби и њих двоје су поново имали сношај. Тупакови пријатељи су их прекинули са жељом да и они ступе у сексуални однос са девојком. Тупак је тврдио да је, згрожен, напустио собу и отишао да спава у другој соби. Са друге стране, девојка га је оптужила да је охрабривао ту тројицу, да ју је вукао за косу и да је и сам учествовао у силовању. Шакур је то порекао, али је 7. фебруара 1995. осуђен на 4 и по године затвора због силовања.

## Прво рањавање
Непосредно пре изрицања пресуде, Шакур је упуцан са пет метака у пљачки на улазу у један њујоршки музички студио. Тупак је своје виђење рањавања изнео у интервјуу у магазину Вајб.
У ноћи 30. новембра 1994. Шакур, његов менаџер и два пријатеља стигли су до студија у коме је Тупак требало да сними песму са једним њујоршким репером. Тупак је приметио два сумњива човека на улазу у студио, али пошто је, како је сам изјавио, био под дејством марихуане, није одреаговао. Он је, једноставно, претпоставио да су њих двојица обезбеђење репера Ноторијус Б. И. Г.-a, са којим је Тупак у то време био пријатељ.
Та два човека су пришла Тупаку и његовим пријатељима са пиштољима калибра 9 милиметара. Под претњом оружјем су натерали све да легну на под, али је Тупак наставио да стоји, касније објашњавајући да је био „смрзнут“. Ти људи су захтевали да скине свој накит, што је он одбио. Када је Тупак кренуо да потегне пиштољ, рањен је у ногу. Пао је на под и био погођен са још четири метка. Пљачкаши су му отели накит вредности од преко 40.000 долара.
Када се освестио, кренуо је лифтом према студију, где су га Ноторијус Б. И. Г., репер и продуцент Паф Деди, репер Лил Циз и други чекали. Тупак је касније, у интервјуу Вајбу, изјавио да му се чинило да су они шокирани што је жив. Тупакове прве речи, када је схватио да је погођен пет пута, су биле: „Зовите моју маму, јавите јој да сам добро и смотајте ми џоинт“. Тупаку је такође било сумњиво што његовим пријатељима пљачкаши нису скинули накит.
Тупак је преживео овај напад и напустио болницу следећи дан, јер му се чинило да није довољно сигуран. На суђењу за силовање појавио се у инвалидским колицима са бројним обезбеђењем.

## Затвор
Шакур је почео да служи затворску казну од 4 и по године фебруара 1995. године. Убрзо затим, његов мултимилионски продаван албум Me Against The World је изашао. Шакур је тиме постао једини музичар у историји чији је албум био на првом месту по продаји док је он био у затвору. У затвору се оженио својом дугогодишњом девојком Кеишом Морис, али су се касније развели. Такође је имао више времена за читање, тако да је прочитао нека од дела Николе Макијавелија, као што је Владар, као и Сун Цуову "Умеће ратовања".
У септембру, после скоро осам месеци, Тупак је изашао из затвора. Кауцију од 1,4 милиона долара платио је Шуг Најт, власник издавачке куће Дет роу рекордс. У замену за плаћање кауције, Шакур се обавезао да изда три албума за Дет роу рекордс.
За време које је провео у затвору, Тупак је написао сценарио под називом „Live 2 tell“ („Живим да причам“).

## По изласку из затвора
Одмах по изласку из затвора Шакур се вратио снимању песама. Оформио је нову групу Ди Аутлоз (енгл. The outlawz) и издао познату песму Hit `Em Up у којој бесно напада Ноторијус Бига и све у вези са њим. Тупак је био убеђен да је Ноторијус Б. И. Г. иза напада на њега у коме је рањен, и сматрао је да се текст песме Who Shot Ya Ноторијус Б. И. Г. директно односи на њега. Ноторијус Б. И. Г. је то порекао тврдећи да је та песма снимљена много раније него што је Тупак рањен, али су њих двојица остали непријатељи све до Тупакове смрти. Ноторијус Б. И. Г. је убијен шест месеци после Тупака.
Фебруара 1996. Шакур је издао свој четврти соло албум All Eyez On ме. Дупли албум се рачунао као два од три албума које је Тупак требало да сними за Дет роу рекордс. Овај албум је продат у више од 9 милиона копија и сматра се за један од најбољих реп албума у историји.
Шакур је наставио да снима песме за Дет роу рекордс и снимио је у 1996. години више песама него било који други репер за годину дана. Већина тих песама је изашла после његове смрти, иако је још много песама остало необјављено.
Пред саму смрт, током августа 1996. довршио је албум који је изашао под називом The Don Killuminati: The 7 Day Theory и псеудонимом Макавели, а који ће временом подгревати теорије како је Тупак у ствари излажирао своју смрт да би преварио непријатеље.

## Друго рањавање и смрт
Дана 7. септембра 1996. Тупак се налазио на бокс мечу Мајк Тајсон – Брус Селдон који се одржавао у МГМ хотелу у Лас Вегасу. Након меча, Тупак је спазио у лобију хотела двадесетједногодишњег Орланда Андерсона, члана банде Саутсајд Крипс (енгл. Southside Crips). Шакур му је пришао и оборио га док га је Тупакова пратња ударала. Овај инцидент су снимиле хотелске камере за видео надзор. Разлог за сукоб је наводно била туча која се десила неколико недеља раније када су Орландо Андерсон и његови пријатељи претукли једног члана Дет роу рекордсa и отели му медаљон са логом ове издавачке куће. Након туче Тупак и Шуг Најт су кренули у Најтовом ауту BMW 750i у Клуб 662. Иза њих је ишао велики конвој аутомобила у којима су се налазили Шакурови пријатељи, чланови групе Ди Аутлоз и телохранитељи.
Отприлике у 23:15 ч, док су се налазили на семафору испред хотела Максим, нови модел белог Кадилака је стао са десне стране BMW-a и из њега је испаљено 13 метака. Четири су погодила Тупака - два у груди, један у леву руку и један у бедро. Шуг Најт је прошао само окрзнут. У тренутку пуцњаве Тупаков телохранитељ, Френк Александер, налазио се у аутомобилу непосредно иза Тупака.
Шакур и Најт су одвезени у Универзитетски Медицински Центар у Лас Вегасу где је Тупак одмах оперисан и прикључен на апарате. Два дана касније потпуно му је одстрањено десно плућно крило. 
Међутим, шест дана након рањавања, 13. септембра 1996. у 16:03 ч по локалном времену Тупак је преминуо. Као званични узрок смрти наводи се отказивање респираторних органа и застој срца. Након смрти, Тупаково тело је кремирано. Његов пепео је разасут по Лос Анђелесу, Пацифику, земљи Тупакове тетке, земљи Тупакове мајке у Северној Каролини, а део је измешан са марихуаном коју су испушили чланови групе Ди Аутлоз.
С обзиром на недостатак полицијског напретка у случају, временом су се појавиле многе теорије око убиства Тупака. Свакако једна од најзначајнијих је она која повезује Кристофера Воласа (Ноторијус Б. И. Г.) са убиством. Чак је током 2002. писац Чак Филипс тврдио да је открио доказе који повезују Бига, Андерсона и Крипсе са убиством. Међутим када је Филипс објавио своја сазнања, и Биг и Андерсон већ су били убијени. Тупаков блиски пријатељ из детињства и члан Ди Аутлоза, деветнаестогодишњи Јафеу „Јаки Кадафи“ Фула, који је био у конвоју у тренутку пуцњаве и који је изјавио полицији да би био у могућности да идентификује нападаче, убијен је у ноћи 10. новембра 1996. у Њу Џерзију. За убиство су оптужена два малолетника.
18. јула 2023. године полиција Лас Вегаса извршила је наредбу за претрес у вези са Тупаковим убиством, а 29. септембра 2023. године, као осумњичени, ухапшен је Двејн "Кифи Ди" Дејвис.

## Завештање
На Mobb Deep концерту након смрти и Шакура и издавања The Don Killuminati: The 7 Day Theory, Cormega је подсетио у интервјуу да су фанови викали Makaveli и истакао утицај The Don Killuminati: The 7 Day Theory чак и у Њујорку на врхунцу медијске буке.
Шакур је веома цењен од стране других Ем-сија у књизи How to Rap, Bishop Lamont напомиње да Шакур савлада сваки елемент, сваки аспект реповања. "Сваки реперер који је одрастао средином 90-их, дугује нешто Тупаку" написао је 50 cent. Није звучао као и сви што су дошли пре њега. Проглашен је најутицајнијим репером икада.
Chuck Philips пише да је убиство Тупака занемело, један од најелоквентнијих гласова модерне музике, гето песник чије су приче урбаног отуђења освојиле младе људе свих раса и порекла. 25-огодишњи Шакур је помогао у уздизању репа у комплексну уметничку форму, стварајући услове за глобални хип хоп феномен.
Да би сачувала Шакурово завештање, његова мајка је основала Shakur Family Foundation (касније је промењено име у Тупак Амару Шакур Фондацију или ТАСФ) 1997. године. Мисија ТАСФ-а је да омогући тренинг и подршку за студенте који теже да напредују са својом идејом. ТАСФ спонзорише такмичења у писању, догађаје у добротворне сврхе, уметничке кампове за тинејџере. Фондација је официјелно отворена Стоун Маунтин (Џорџија), 11. јуна 2005. 14. новембра 2003. документарац је изашао Шакуру под назвиом Tupac: Resurrection.
У Holler If You Hear Me је разговарао са сјајем као неко ко сведочи о болу, говори истину, чак се бори и са фрагментима његовог идентитета. У једној конференцији на Харварду тема је била Шакур је утицај забаве, расних односа, политике и хероја/мученика. крајем 1997. године, Универзитет Калифорније Беркли, понудио је курс под називом: Историја 98: Поезија и историја Тупака Шакура.
Године 2003. је Афени његова мајка отворила ланац гардеробе Makaveli Branded Clothing. 2005. године је постхумно објављен Шакуров албум Live at the House of Blues који садржи и DVD са његовог последњег концерта 4. јула 1996. године. На ком се појављује и неколико репера са којима је Шакур сарађивао. 2006. године је издата Tupac Shakur Legacy књига. Интерактивну биографију је издао Шакуров пријатељ и колега Jamal Joseph . Књига садржи до тад невиђене фотографије, приче, преко 20 текстова песама, уговора, скрипти и других приватних папира. Шакуров шести постхумни албум је издат 21. Новемвра, 2006. године. И обележава 10 година од Шакурове смрти. И још увек се сматра једним од најпопуларнијих уметника у музичкој индустрији.
Дана 15. априла 2012. године, холограм Шакура (Технички на видео пројекцији 2-D), изводи његове песме Hail Mary и 2 of Amerikaz Most Wanted са Снуп Догом на Coachella музичком фестивалу. Корижћена је оптичка илузија названа Pepper's ghost.

## Поезија
Шакурова музика и филозофија је усађена у многим америчким, афричко-америчким и светским ентитетима. Шакурова љубав према позоришту и Шекспиру су такође утицали на његов рад. Као студент Baltimore школе уметности где је похађао позориште, Шакур је разумео Шекспирову психологију ратова унутрашњих банди и унутрашњих конфликта.
Када је био у касним тинејџерским годинама, Тупак је почео са писањем поезије које су објављене после његове смрти. Ту се може упознати личност Тупака пре него што је постао популаран и искреност у његовој поезији која је написана руком младог човека који се нада да постане познат уметник. Тупак пише о усамљености, сломљеном срцу, амбицијама, својој мајци, друштву и иако су многе његове поезије тужне, ту је увек и воља и спремност за борбу. Једна од најпознатијих поезија је „The rose that grew from concrete”. То је једна поезија из његове колекције и многи сматрају да је Тупак заиста био "Ружа која је израсла из бетона", како је и гласио превод наслова његове поезије. Ружа ("The rose") симболише човека и бетон ("Concrete") симболише Гето. У његовим поезијама Тупак користи снажне речи као што су ожиљци и огреботине како би описао његову невољу али такође објашњава да ружа доказује законе природе погрешним јер је веровао да је упркос околностима успевао да преживи. Све његове поезије су личне и Тупак их је написао из свог личног искуства. У другој популарној поезији "2morrow" он описује његов тренутни живот као ноћну мору, пуну насиља, љутње и мржње, али уз очекивање бољег живота у будућности и остварење својих снова.

## Албуми

### Студио албуми
| Објављен            | Албум                                 | Место на топ-листи | RIAA сертификат                                |
| ------------------- | ------------------------------------- | ------------------ | ---------------------------------------------- |
| 12. новембар 1991.  | 2Pacalypse Now                        | 64                 | Златни (19. април 1995)                        |
| 16. фебруар 1993.   | Strictly 4 My N.I.G.G.A.Z.            | 24                 | Платинасти (19. април 1995)                    |
| 26. септембар 1994. | Thug Life:Volume 1                    | 42                 | Златни (24. јануар 1996)                       |
| 27. фебруар 1995.   | Me Against The World                  | 1                  | 2× Платинасти (6. децембар 1995)               |
| 13. фебруар 1996.   | All Eyez On me                        | 1                  | 9× Платинасти (12 million U.S.) (18. јун 1998) |
| 5. новембар 1996.   | The Don Killuminati: The 7 Day Theory | 1                  | 4× Платинасти (16. децембар 1998)              |

### Постхумни
| Објављен           | Албум                         | Место на топ-листи | RIAA сертификат                   |
| ------------------ | ----------------------------- | ------------------ | --------------------------------- |
| 25. новембар 1997. | R U Still Down? (Remember Me) | 2                  | 4× Платинасти (15. децембар 1997) |
| 19. децембар 1999. | Still I Rise                  | 6                  | Платинасти (2. фебруар 2000)      |
| 27. март 2001.     | Until the End of Time         | 1                  | 3× Платинасти (10. мај 2001)      |
| 26. новембар 2002. | Better Dayz                   | 5                  | 2× Платинасти (31. јануар 2003)   |
| 14. децембар 2004. | Loyal To The Game             | 1                  | Платинасти (15. фебруар 2005)     |
| 21. новембар 2006. | Pac's Life                    | 9                  |                                   |

### Компилације
| Објављен            | Албум                              | Место на топ-листи | RIAA сертификат                   |
| ------------------- | ---------------------------------- | ------------------ | --------------------------------- |
| 24. новембар 1998.  | Greatest Hits                      | 3                  | 10× Платинасти (16. октобар 2000) |
| 17. октобар 2000.   | The Rose That Grew From Concrete   | –                  |                                   |
| 2003                | The Prophet: The Best Of The Works | –                  |                                   |
| 7. октобар 2003.    | Nu-Mixx Klazzics                   | 15                 |                                   |
| 6. август 2004.     | 2Pac Live                          | 54                 |                                   |
| 31. јануар 2005.    | Ready 2 Die                        | –                  |                                   |
| 20. септембар 2005. | The Rose, Vol. 2                   | –                  |                                   |
| 3. октобар 2005.    | Tupac: Live at the House of Blues  | 159                | Платинасти (DVD) (27. април 2006) |
| 24. април 2006.     | A Decade Of Silence                | –                  |                                   |
| 12. јуни 2007.      | The Lost Tapes                     | –                  |                                   |
| 14. август 2007.    | Nu-Mixx Klazzics Vol. 2            | 45                 | 21,000 copies sold                |
| 4. децембар 2007.   | Best of 2Pac Part 1: Thug          | 65                 | 77,853                            |
| 4. децембар 2007.   | Best of 2Pac Part 2: Life          | 77                 |                                   |

## Песме са саундтрака
| Објављен           | Албум                    | Место на топ-листи | RIAA сертификат                   | Оригиналне Тупакове песме                                                                                        |
| ------------------ | ------------------------ | ------------------ | --------------------------------- | --- |
| 29. јуни 1993.     | Poetic Justice           | 23                 | Златни (25. август 1993)          | "Definition of a Thug Nigga"                                                                                     |
| 22. март 1994.     | Above the Rim            | 1                  | 2× Платинасти (31. август 1994)   | "Pour Out a Little Liquor", "Pain"                                                                               |
| 15. август 1995.   | The Show: The Soundtrack | 4                  | Платинасти (16. октобар 1995)     | "My Block" |
| 17. јануар 1997.   | Gridlock'd               | 1                  | Златни (16. април 1997)           | "Wanted Dead or Alive", "Out the Moon (Boom, Boom, Boom)", “Never Had A Friend Like Me”, “Life is a Traffic Jam” |
| 7. октобар 1997.   | Gang Related soundtrack  | 1                  | 2× Платинасти (13. новембар 1997) | "Life's So Hard", "Starin' Through My Rearview", "Made Niggaz", "Lost Souls"                                     |
| 11. новембар 2003. | Tupac Resurrection (OST) | 2                  | Платинасти (16. децембар 2003)    | ”Ghost”, "Runnin' (Dying to Live)", "One Day at a Time", “The Realist Killaz”                                    |

## Постхумна издања
- R U Still Down? (Remember Me) (1997)
- Greatest Hits (1998)
- Still I Rise (1999)
- The Rose That Grew From Concrete (2000)
- The Lost Tapes (2000)
- Until the End of Time (2001)
- Better Dayz (2002)
- Nu-Mixx Klazzics (2003)
- Tupac Resurrection (OST) (2003)
- 2Pac Live (2004)
- Loyal To The Game (2004)
- The Rose, Vol. 2 (2005)
- Tupac: Live at the House of Blues (2005)
- Pac’s Life (2006)
- Nu-Mixx Klazzics Vol. 2 (2007)
- Best of 2Pac Part 1: Thug (2007)
- Best of 2Pac Part 2: Life (2007)